# Auguste Chevalier
Cet article concerne le biologiste et botaniste. Pour l'homme politique, voir Guillaume-Auguste Chevalier.
Pour les articles homonymes, voir Chevalier.
Auguste Jean-Baptiste Chevalier, né le 23 juin 1873 à Domfront et mort dans la nuit du 3 au 4 juin 1956 à Paris, est un biologiste et botaniste français.

## Biographie
Sa famille possède une modeste ferme en Normandie. Il fait ses études à Saint-Front, Domfront puis Caen. Il devient bachelier en 1891.[réf. nécessaire] Il est chargé en 1893 par Élie Antoine Octave Lignier de réaliser le catalogue des herbiers du laboratoire de la faculté de Caen.
Après son service militaire en 1894[réf. nécessaire], il obtient sa licence de biologie en 1896[réf. nécessaire]. Pendant cette période il fait - déjà - cinq communications sur la flore à la Société Linéenne de Normandie.
Il part à Lille en 1896 pour préparer son doctorat, et devient alors préparateur en botanique auprès du botaniste Charles Eugène Bertrand. En 1897, il bénéficie d'une bourse qui lui permet d'entrer au laboratoire de botanique de Philippe Van Tieghem (1839-1914) au Muséum national d'histoire naturelle.

### Voyages en Afrique

#### Premier voyage en Afrique, deux missions
Première mission, 1898-1899
Puis en 1898 il est désigné d'office - et en urgence, il a 10 jours pour se préparer - pour participer comme botaniste à une mission - mission à l'initiative du général De Trentinian, commandant des troupes de l'Afrique Occidentale et lieutenant gouverneur du Soudan français depuis 1898. La décision s'avère difficile : quand cette proposition lui arrive, il en est encore à se concentrer sur l'obtention de sa thèse puis d'un professorat, le plus rapidement possible pour subvenir aux besoins de ses parents. Mais De Trentinian est convaincant, soulignant l'importance d'être le premier à étudier une flore inconnue ; et il aura un grade assimilé à celui de capitaine. Chevalier, qui manque d'enthousiasme pour cette interruption dans son programme visé jusque-là, obtient de De Trentinian la promesse formelle qu'il ne restera pas plus de 3 ou 4 mois au Soudan. Mais à peine arrivé, il se passionne et demande à rester jusqu'à la fin de la mission.
Parmi ses compagnons se trouvent X. Coppolani, Henri Hamet (ingénieur des Arts et Manufactures), Émile Baillaud, ; et les artistes Édouard Mérite et Joseph de La Nézière.
C'est une mission militaire — il porte uniforme blanc et casque de rigueur — et pas toujours paisible : le géologue du groupe est tué par des Touaregs, les soldats de Samory Touré rôdent en débandade… Ce qui n'empêche pas Chevalier de s'écarter des sentiers battus, par exemple aux sources du Comoé. Parmi les très nombreuses découvertes de cette expédition, il révèle l'importance du Landolphia heudelotii, une liane à caoutchouc de la brousse du Soudan pour laquelle il précise la méthode scientifique de coagulation du latex. Il étudie les cotonniers, notamment le très vigoureux Gossypium punctatum Perr., dérivé de l'espèce américaine Gossypium hirsutum introduite en Afrique plusieurs siècles auparavant, et qui ne demande que de résoudre la question de l'irrigation pour fournir une production d'intérêt national.
Deuxième mission, 1899-1900
Là-dessus, vers la fin de l'année 1899 J.-B. Chaudié, premier gouverneur général de l'A.O.F. (1895-1900), souhaite organiser une mission chargée étudier sur place les richesses naturelles encore méconnues du Sénégal et d'en rapporter des spécimens pour les présenter à l'exposition universelle de 1900. Cette mission inclut Alexandre Lasnet, médecin des colonies, qui dirige la mission et est chargé de l'aspect ethnographique ; Adolphe Cligny, zoologiste ; Pierre Rambaud, géologue ; et Maurice Tranchant, peintre chargé de la partie artistique. La mission arrive de Saint-Louis en novembre 1899 et doit rentrer en avril 1900. Chevalier n'a même pas le temps de rentrer en France : sur le chemin de son retour il passe à Saint-Louis et c'est là que Chaudié l'engage à se joindre à la nouvelle mission. Il repart donc derechef pour la brousse. Cette mission se termine en mars 1900.
Peut-être avec un certain biais dû à sa propre spécialité, le botaniste É. Heckel affirme que Chevalier a fourni la principale contribution de cette deuxième mission ; ses collections à l'exposition de 1900 occupent la plus grande partie des vitrines réservées à la mission, bien qu'elles ne présentent qu'une toute petite partie des échantillons recueillis lors de cette double mission..
De 1898 à 1900, Chevalier a parcouru (à pied) environ 8 000 km, réunissant à peu près 10 000 échantillons botaniques ; soit les éléments d'une flore à peu près complète du Sénégal et une flore bien avancée du Soudan.
Chevalier obtient son titre de docteur en 1901.

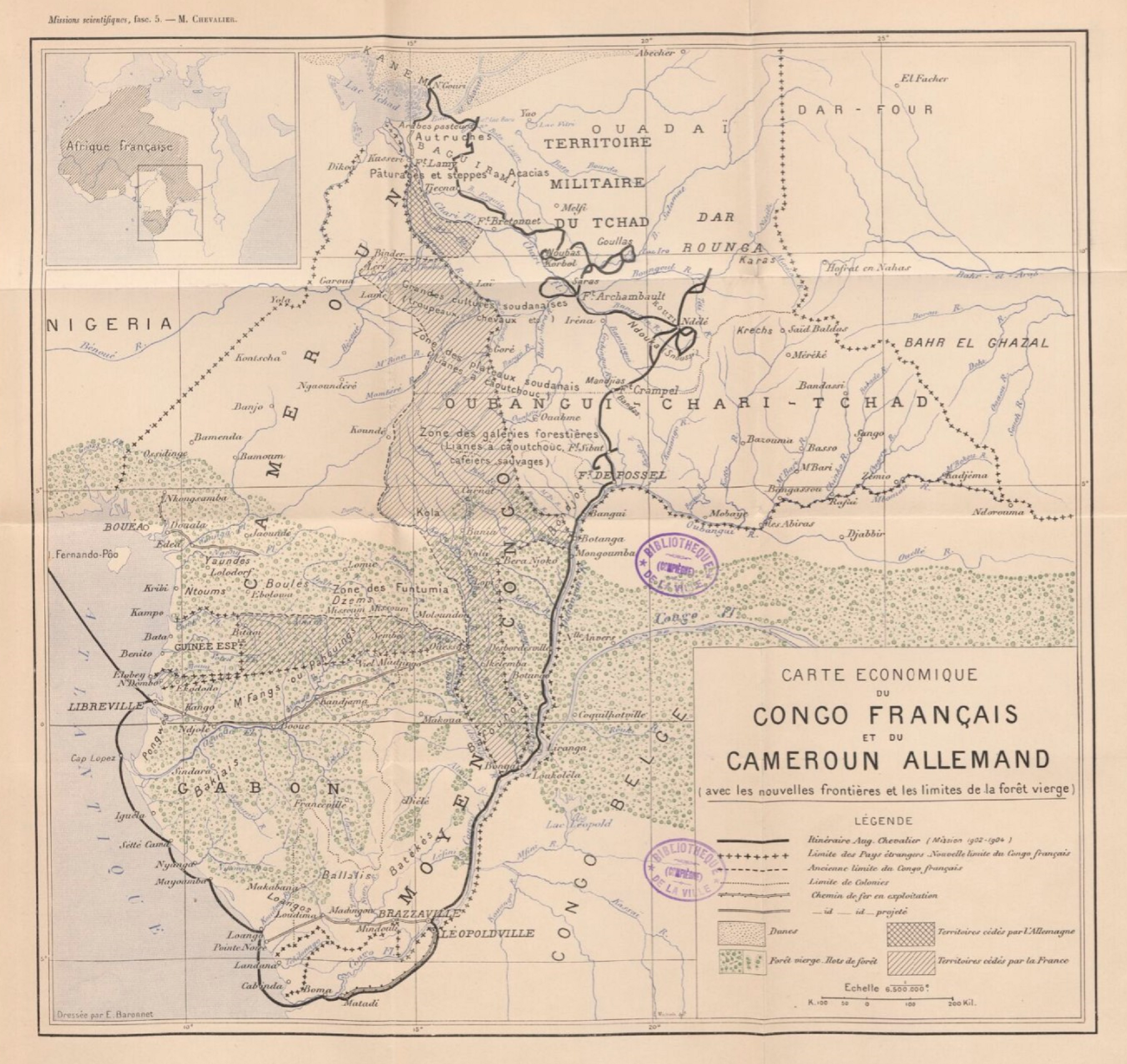
Trajet de l'expédition 1902-1904

#### Deuxième voyage en Afrique 1902-1904
Il organise et dirige lui-même son second voyage en Afrique, allant du Chari au lac Tchad en 1902-1904. Il choisit pour l'accompagner Henri Courtet (officier d'administration de 1re classe d'artillerie coloniale, près de quinze ans dans de nombreuses colonies françaises), Gaston Jules Decorse (aide-major de 1re classe de l'armée coloniale, correspondant du Muséum, revient tout juste de près de trois années consécutives à Madagascar - décédé 1907) et Vincent Martret (spécialiste des cultures tropicales notamment au Soudan, décède au retour de cette mission). 

Mission purement scientifique et civile, elle n'est cependant pas de tout repos non plus. Il est quelque peu retenu à Ndéllé, négociant avec Senoussi, sultan et grand marchand d'esclaves, la protection d'une escorte. Bien lui en prend, car l'expédition trouve sur son chemin dans le Dar-Khouti les restes de la mission Crampel entièrement tuée en 1891 par le même Senoussi. À l'époque, le lac Tchad n'a été visité (par des Européens) qu'une dizaine de fois. à son retour il est très officiellement reçu au grand amphithéâtre de la Sorbonne, décoré de la Légion d'honneur, et deux ans plus tard a droit à son article dans le supplément du Grand Larousse. Lors de cette expédition il fait ce qui est peut-être sa plus grande découverte — économique, s'entend — : le Coffea excelsa, espèce géante qu'il trouve dans le Haut-Chari et qui va lentement mais sûrement supplanter les espèces locales utilisés jusqu'alors dans les cultures tropicales du monde.

#### Retour
Dès 1904 il est chargé d'une mission scientifique permanente pour l'étude des ressources agricoles et forestières de l'Ouest africain. Il choisit de créer un jardin botanique à Dalaba, sur les hauts plateaux du Fouta-Djalon. Jusqu'au début de la guerre de 1914-1918 il y introduit quantité d'espèces susceptibles d'acclimatation, parmi lesquelles les plus notées sont des arbres fruitiers, des caféiers, quinquinas et eucalyptus. Il devient spécialiste des bois coloniaux. En 1928 il écrit qu'avant son travail, l'Okoumé et le Khaya sont les deux seules espèces d'arbre exploitées en Côte-d'Ivoire et au Gabon ; ses études ont porté à 20 le nombre d'espèces exploitées.
Il travaille au laboratoire d'agronomie coloniale de l'École pratique des hautes études (laboratoire interministériel, de l'Instruction publique et des Colonies) avant d'en devenir le sous-directeur (1907)[réf. nécessaire] puis le directeur (1911).
Il est un des principaux collaborateurs du Journal d'agriculture tropicale (agricole, scientifique et commercial) (1901-1919). Son créateur Jean Vilbouchevitch étant décédé en 1907, il en evient le rédacteur en 1912.

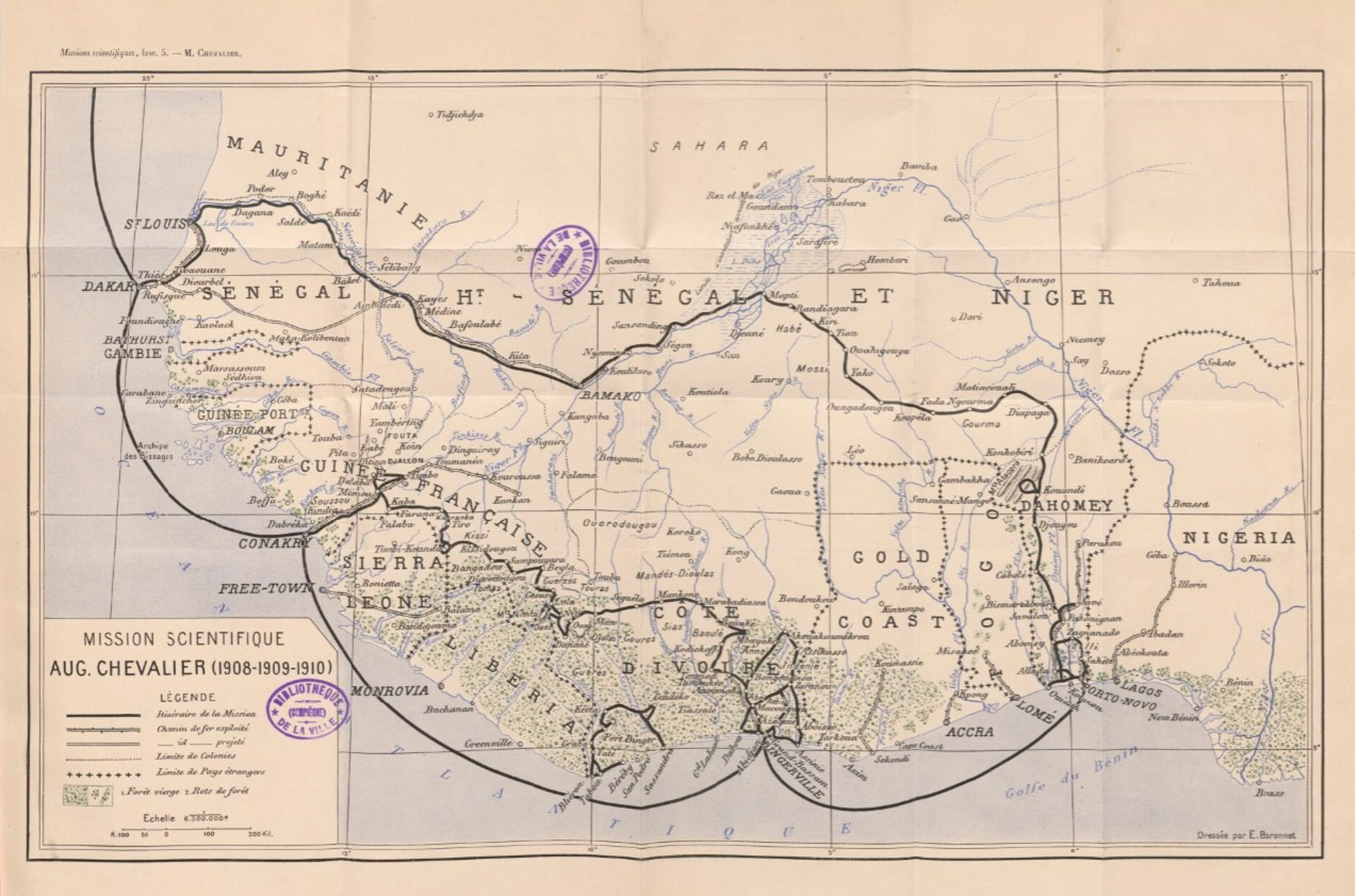
Trajet de la mission 1908-1910

#### 1908-1910: Guinée, Côte-d'Ivoire, Dahomey, Haut-Sénégal, Niger et Sénégal
Commandité par le ministère de l'instruction publique et des beaux-arts et financé également par la Société de Géographie et l'Académie des sciences, il organise une mission qui quitte Bordeaux en novembre 1908 pour rejoindre la Guinée française. Il l'a déjà visitée en 1905 et 1907 et Merleau-Ponty, gouverneur général de l'A.O.F. (1808-1815), a sollicité le Muséum pour la création d'un établissement scientifique destiné à l'étude des végétaux d'intérêt économique. La mission commence donc par choisir un emplacement pour ce jardin botanique : près de Dalaba sur le plateau de Diaguissa dans le massif montagneux du Fouta-Djalon. 

Cette mission passe ensuite en Côte-d'Ivoire, au Dahomey, au Haut-Sénégal, au Niger et au Sénégal. Elle s'embarque pour la France à Dakar le 23 octobre 1910.

#### 1927, 1931-1932: le Sahara
Lors de son premier voyage en Afrique (1898-1900), il passe aussi trois mois au bord du Sahara méridional, vers Tombouctou occupée depuis peu. Coppolani projette alors de relier l'Algérie à l'Afrique occidentale et lui propose une expédition dans ce sens. Chevalier a pris goût au Sahara autant qu'à l'Afrique occidentale, mais il est déjà en train de préparer son deuxième voyage en Afrique et lui propose de remettre la mission au Sahara à plus tard. Puis Coppolani est assassiné à Tijikta en 1905 et Chevalier consacre les quelque quatorze années suivantes au Soudan central, à la zone guinéenne et surtout à la forêt vierge de l'Ouest africain. Pendant cette période il s'approche du Sahara seulement à deux reprises : en septembre-octobre 1903 à l'est et au sud-est du lac Tchad, et en mai 1912 alors qu'il se rend de Kayes (Mali) au Sénégal par le Ferlo — qui n'appartient pas au Sahara mais a déjà le faciès d'un désert. Toutefois il amasse aussi une large collection de plantes de Mauritanie et du Sahara méridional grâce aux envois de nombreux officiers et sous-officiers méharistes, notamment les colonels Charles Mouret et Gaston Schmitt, le lieutenant-colonel Charles-Lagostes, etc.
Il voit le Sahara du Nord pour la première fois en 1927, lors d'un rapide voyage pour une mission pour Viollette (Gouverneur général de l'Algérie) et Saint (résident général en Tunisie janvier 1921-janvier 1929).
Du 9 décembre 1931 au 14 avril 1932 il fait sa 13e mission en Afrique, cette fois dans le Sahara et en Afrique Occidentale où il parcourt 10 000 km. Il visite entre autres la station expérimentale d'Aïn-ben-Noui récemment créée par les Territoires du Sud pour l'étude du dattier : et celle créée par Louis Trabut à El Arfiane (entre Biskra et Touggourt, qu'il a déjà visitée en 1927), toutes deux étudiant principalement les dattiers. Il passe par l'oued Rhir et les principales oasis du Sud algérien (Touggourt, Témacine, Ouargla, El Goléa, Fort Mac-Mahon, Adrar, Reggane, Taourirt). 

Cette mission reçoit l'aval de J. Brévié (gouverneur général de l'A.O.F. 1930-1936), qui souhaite que Chevalier étudie aussi la végétation du Niger français, et de J. Carde (gouverneur général de l'Algérie 1930-1935). Elle est financée par le ministère de l'Instruction publique, le Muséum national d'Histoire naturelle, l'Institut de France, l'Académie des sciences coloniales, le Comité de l'Afrique française, la Direction des Territoires du Sud de l'Algérie, la Colonie du Niger et le Soudan français.
Chevalier s'adjoint les services de A. Leclercq, récemment sorti de l'école d'horticulture de Versailles, qui est chargé de créer un jardin d'acclimatation à Reggane et de former ensuite des collections dans les parties du Soudan français bordant le Sahara. L'accompagne aussi Jean-François Rogeon, attaché au Service agronomique du Soudan et chargé de l'exploration botanique des régions peu étudiées de la colonie du Niger, notamment les montagnes de l'Aïr et la contrée comprise entre ce massif et le Tchad ; Rogeon décède d'une septicémie à 26 ans en 1932.

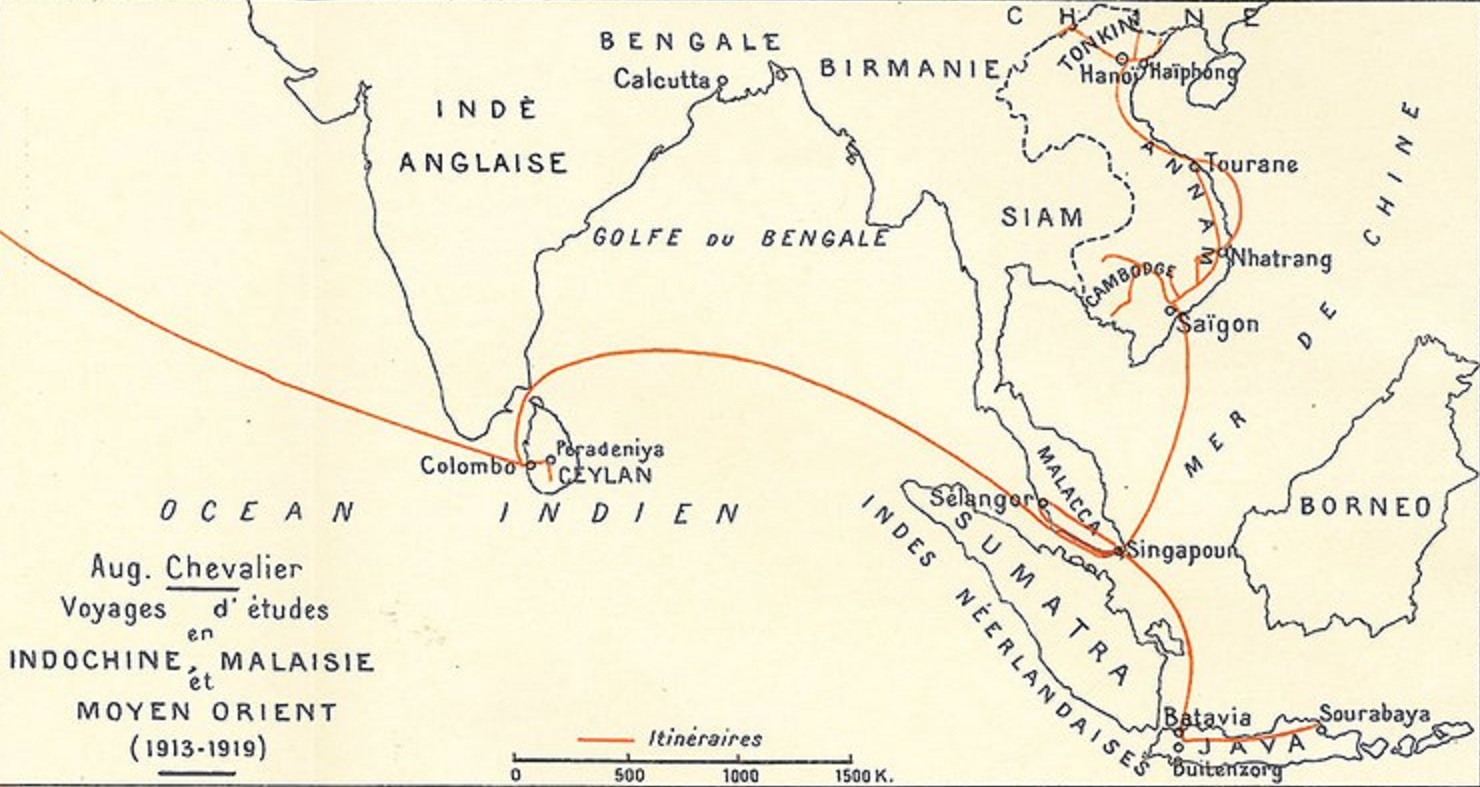
Trajets des missions 1913-1919 (Indochine, Malaisie et Moyen-Orient)

### Voyages en Orient 1913-1920
De 1913 à 1920 il effectue des missions discontinues en Indochine pour le compte du ministère des colonies. Il y conseille le gouverneur Albert Sarraut, choisit les emplacements des écoles d'agriculture au Tonkin et en Cochinchine, organise des stations expérimentales : une pour le caféier et le théier, une autre pour le riz alors que se pose la question de standardisation des champs de riz. Il crée une réserve forestière et pose les bases de l'Institut scientifique de l'Indochine, en 1919 (il est remplacé en 1925 par l'Institut de recherches agronomiques de l'Indochine). Et il poursuit ses herborisations, recueillant et étudiant 9 500 échantillons pour l'Asie. Pendant cette période il visite aussi la Malaisie et le Moyen-Orient ; Ceylan avec son jardin de Peradeniya et les massifs montagneux du centre d'où il explore en rayonnant ; Singapour, la péninsule de Malacca, Selangor, longue escale à Java, les protectorats français du protectorat du Cambodge, de l'Annam et du Tonkin parcourus tout du long jusqu'au frontières de la Chine.
En 1921 il fonde la Revue de Botanique appliquée et d'Agriculture coloniale,, sous-titrée « Bulletin du laboratoire d'agronomie coloniale ».

### Voyage au Brésil
En 1928 son expertise des cultures tropicales le fait inviter au Brésil. C'est là qu'il constate avec le plus de force le rôle de l'homme dans la dispersion des espèces tropicales ; l'un des nombreux exemples en est le Ceiba pentandra, originaire de la région Guyane-Brésil et si bien adapté en Afrique qu'il y paraît autochtone. Sur les deux continents il constate les mêmes successions d'espèces pionnières après les incendies détruisant la forêt primitive.
C'est son seul voyage au Brésil, mais il a aussi accueilli plusieurs naturalistes brésiliens importants dans son laboratoire du Muséum national d'histoire naturelle à Paris. Ce laboratoire de biologie coloniale, qui devient laboratoire d'agronomie coloniale en 1911, devient aussi en 1929 une chaire magistrale dont il est le premier titulaire et le fondateur : chaire des « productions coloniales d'origine végétale ». Il occupe ce poste jusqu'à sa retraite en 1946.

### Voyage aux îles du Cap-Vert
Malgré l'âge avançant (il a 60 ans passés), pendant trois mois en 1934 il explore les îles du Cap-Vert, situées hors des grandes routes maritimes et l'un des lieux les plus ignorés du monde d'alors. Il y a été devancé par onze botanistes, dont Darwin et J.D. Hooker, mais aucun n'a gravi les pentes de l'intérieur et en particulier celles du volcan de Fogo.

## La portée de ses travaux
Plantes décrites
La base de données Plants of the world (tenue par Kew gardens et la référence pour la plupart des autres grandes banques de données en botanique) liste 1 831 taxons suivis de l'abréviation. Ce sont 1 831 genres, espèces et sous-espèces décrites par lui. Quiconque s'intéresse sur un plan quelque peu scientifique aux arbres d'Afrique-Occidentale, Côte d'Ivoire et régions avoisinantes, est frappé par la répétition de l'abréviation « A.Chev. » : il est l'auteur de la première description écrite pour à peu près tous les arbres les plus importants de cette région ; qui plus est la plupart de ces descriptions sont assez exactes pour que les taxons aient conservé le nom qu'il leur a donné.
Systématique
L'un des traits assurant cette continuité est la nouvelle règle qu'il impose pour la détermination des arbres : ne pas prélever les échantillons (rameaux végétatifs, rameaux floraux, échantillons de bois, etc.) sur des plantes différentes car rien ne garantit l'identité spécifique des plantes dont le collecteur rapproche ainsi des fragments. Il faut « ne rapporter que des échantillons de bois accompagnés de spécimens d'herbier prélevés sur l'arbre même fournissant le bois », ce qui assure une détermination cohérente.
Phytogéographie et ethnobotanique
Ainsi il est un systématicien de premier ordre, mais il est aussi phytogéographe : il replace la plante dans son contexte et parle d'« association » à une époque où l'idée de formation végétale est battue en brèche.
Il précise aussi la notion de forêt vierge et instaure la différence entre forêt primitive (maintenant appelée forêt primaire), c'est-à-dire des peuplements forestiers restés à l’état naturel, et forêt secondaire installée sur des lieux cultivés abandonnés. Il passe plusieurs mois à suivre l’abattage des arbres sur le tracé d'une ligne de chemin de fer et constate la richesse de la forêt primitive avec ses quelque 400 espèces, au regard de la trentaine d'espèces d'une forêt secondaire.
Il étudie l'influence humaine sur les formations végétales et arrive ainsi à l'ethnobotanique, dont il est l'un des fondateurs et dont l'élan continue après sa mort : à partir des années 1960 et 1970, son laboratoire devient une pépinière des premiers ethnobotanistes français.

Il tranche notablement sur la tendance de son temps en ce qu'il reconnaît la valeur des savoirs locaux dans son domaine, la botanique. Ainsi il s'inspire des connaissances traditionnelles dans ses écrits, par exemple dans Les plantes utiles en Afrique. Plus généralement, il croit à la « mission civilisatrice » mais en dénonce les excès, à commencer par le côté pratique. Un extrait caractérise bien sa vision : 

« Il faut être profondément ignorant, ou avoir l'esprit de dénigrement de la race noire pour déclarer, comme on l'a fait souvent, que l'indigène d’Afrique occidentale est un paresseux, inapte même au travail de la terre. (...) Ainsi, l'Européen ne devrait intervenir comme guide agricole auprès de l'indigène qu'après avoir beaucoup observé et beaucoup questionné le cultivateur, et s'être pénétré de cette vérité que les procédés de culture des pays tempérés ne conviennent pas toujours aux pays tropicaux. »

## Sociétés savantes
- Académie de l'île de La Réunion : élu membre correspondant en 1913[34].
- Comité d'études historiques et scientifiques de l'Afrique occidentale française : en 1917 il devient membre correspondant hors des Colonies du groupe de l'Afrique Occidentale Française[34].
- Académie des sciences coloniales : en 1922 il est membre titulaire fondateur de la 4e section de cette académie[38].
- Société botanique de France : membre à partir de 1929, président en 1929[34],[46].
- Station internationale de géobotanique méditerranéenne et alpine de Montpellier : en 1930, il est l'un des fondateurs et reçoit le titre de président d'honneur.
- Comité national de géographie : vice-président de 1935 à 1952[34].
- Académie des sciences : élu membre en 1937[38], président pour l'année 1953[34].
- Académie d'agriculture de France : élu membre titulaire en 1937 ; président pour l'année 1949,[47].
- Académie royale des sciences d'outre-mer (Belgique)[34].
- Institut d'ethnologie[34].
- Société linnéenne de Londres[34].
- Association Colonies-Sciences (secrétaire général et cofondateur)[34]
- Association of Economic Biologists (Londres)[34]
- Société géographique italienne[34]
- Institut colonial international[34]

## Récompenses
Le 30 mars 1905 la Société de Géographie de Paris lui décerne le prix Jean Duchesne-Fournet, soit 6 000 francs, pour financer la publication de son rapport sur la mission Chari-Lac Tchad 1902-1904.
En 1908 il reçoit une première fois le prix Bonaparte de l'Académie des sciences, qui l'aide à financer son expédition d'Afrique 1908-1910. 

Il le reçoit une deuxième fois (3 000 francs) en 1918 pour « ses études sur la flore forestière de l'Indochine et la recherche des bois de ce pays susceptibles d'être utilisés ».

## Honneurs
Les genres botaniques Chevalierella, Chevalierodendron, Neochevaliera et Neochevalierodendron sont nommés en son honneur.
Un lycée à Domfront porte son nom, et décerne cinq grands prix dont l'un porte également son nom.
Il est nommé chevalier de la Légion d'honneur le 26 juillet 1904, promu officier le 12 juillet 1919 et commandeur le 25 février 1937.
Officier dans l'Ordre de la Couronne (Belgique) et officier dans l'Ordre de Saint-Michel (Portugal)[Information douteuse]

## Publications
Liste partielle des publications d'Auguste Chevalier.
Une longue liste de ses publications disponibles en ligne se trouve sur Persée.

### Thèse
- [1901] Monographie des Myricacées. Anatomie et histologie, organographie, classification et description des espèces, distribution géographique (thèse de doctorat en sciences), Faculté des sciences de Paris, éd. E. Le Maout, 257 p. (présentation en ligne, lire en ligne [sur biodiversitylibrary.org]).

### Rapports et récits de voyages
- [1902] « Un voyage scientifique à travers l'Afrique occidentale. Soudan français, Sénégal, Casamance » (préf. Édouard Heckel), Annales de l'Institut colonial de Marseille, t. 9,‎ 1902, p. 1-159 + 8 pl. (lire en ligne [PDF] sur odyssee.univ-amu.fr, consulté en septembre 2023).
- [1905] Rapport sur une mission scientifique et économique au Chari-Lac-Tchad, Paris, Imprimerie nationale / Ministère de l'instruction publique et des beaux-arts, coll. « Nouvelles archives des missions scientifiques et littéraires. Choix de rapports et instructions » (no 2 (tome 13)), 102 p. (lire en ligne [sur gallica]).
- [1907] Mission Chari-Lac Tchad 1902-1904 : L'Afrique centrale française : Récit du voyage de la mission, Paris, éd. Challamel, 776 p. (lire en ligne [sur archive.org]).
- [1910] « Mission scientifique de l'Afrique occidentale française. Dahomey (1910). Les Parkia de l'Afrique occidentale », Bulletin du Muséum national d'histoire naturelle, t. 16, no 3,‎ 1910, p. 169-174 (lire en ligne [sur biodiversitylibrary.org]).
- [1912] Rapport sur une mission scientifique dans l'Ouest africain (1908-1910), Paris, Imprimerie nationale / Ministère de l'instruction publique et des beaux-arts, coll. « Nouvelles archives des missions scientifiques et littéraires. Choix de rapports et instructions » (no 5, nouvelle série), 131 p. (lire en ligne [sur gallica]).
- [1932] « Voyage d'études à travers le Sahara, sur ses confins soudanais et dans la vallée du Niger », Journal d'agriculture traditionnelle et de botanique appliquée, no 129,‎ 1932, p. 423-432 (lire en ligne [sur persee]).

### Autres
- Les végétaux utiles de l'Afrique tropicale française, collection de 9 tomes dirigée par A. Chevalier (présentation en ligne)
  - [Chevalier & Perrot 1905] Auguste Chevalier et Émile Perrot (pour les pommes de terre) (préf. Ed. Perrier), Les végétaux utiles…, t. fasc. 1, Paris, Dépôt des publications, 152 p. (lire en ligne [sur archive.org]).
  - [Perrot 1907] Émile Perrot, Les végétaux utiles…, t. fasc. 2 : Le Karité, l’Argan et quelques autres Sapotacées à graines grasses de l'Afrique, Paris, éd. A. Challamel, 194 p. (lire en ligne [sur bibdigital.rjb.csic.es]).
  - [Perrot & Gérard 1907] Émile Perrot et Georges Gérard, Les végétaux utiles…, t. fasc. 3 : Recherches sur les bois de différentes espèces de Légumineuses africaines, 155 p. (lire en ligne [sur bibdigital.rjb.csic.es]).
  - [1908] Les végétaux utiles…, t. fasc. 4 : Le cacaoyer dans l'ouest africain, Paris, éd. Augustin Challamel, 245 p. (lire en ligne [sur numba.cirad.fr]).
  - [1909] Les végétaux utiles…, t. fasc. 5 : Première étude sur les bois de la Côte d'Ivoire, Paris, éd. A. Challamel, 314 p. (lire en ligne [sur bibdigital.rjb.csic.es]).
  - [1910] Les végétaux utiles…, t. fasc. 7 : Documents sur le palmier à huile, Paris, éd. A. Challamel, 127 p. (lire en ligne [sur bibdigital.rjb.csic.es]).
  - [Chevalier & Perrot 1911] Auguste Chevalier et Émile Perrot, Les végétaux utiles…, t. fasc. 6 : Les kolatiers et les noix de kola, Paris, éd. A. Challamel, 16 pl. + 483 (lire en ligne [sur numba.cirad.fr]).
  - [Chevalier, Teissonnier & Caille 1913] Auguste Chevalier, Paul Teissonnier et Octave Caille, Les végétaux utiles…, t. fasc. 8 : Manuel d'horticulture coloniale, Paris, éd. A. Challamel, 435 p. (lire en ligne [sur numba.cirad.fr]).
  - [1916] Les végétaux utiles…, t. fasc. 9 : La forêt et les bois du Gabon, Paris, éd. Challamel, (la page de titre est datée de 1916, la couverture de 1917), viii + 468 p. + 28 pl. (lire en ligne [sur numba.cirad.fr]).
- Novitates florae africanae, plantes nouvelles de l'Afrique tropicale française décrites d'après les collections de M. Aug. Chevalier :
  - [1907] (fr + la) « Novitates florae africanae » (première partie), Mémoires de la Société botanique de France, t. 54 (t. 7 de la 4e série), mémoire no 8,‎ août 1907, p. 1-30 (lire en ligne [sur biodiversitylibrary.org]).
  - [1908] (fr + la) « Novitates florae africanae » (deuxième partie), Mémoires de la Société botanique de France, t. 55 (t. 8 de la 4e série), mémoire no 8b,‎ août 1908, p. 31-109 (lire en ligne [sur biodiversitylibrary.org]).
  - [1910] (fr + la) « Novitates florae africanae » (troisième partie), Mémoires de la Société botanique de France, t. 57 (t. 10 de la 4e série), mémoire no 8c,‎ juin 1910, p. 111-136 (lire en ligne [sur biodiversitylibrary.org]).
  - [1911] (fr + la) « Novitates florae africanae » (quatrième partie), Mémoires de la Société botanique de France, t. 58 (t. 11 de la 4e série), mémoire no 8d,‎ 1911, p. 137-247 (lire en ligne [sur biodiversitylibrary.org]).
  - [1917] (fr + la) « Novitates florae africanae » (cinquième partie), Mémoires de la Société botanique de France, t. mémoire no 8e,‎ février 1917, p. 247-297.
- [1908] « La forêt vierge de la Côte d'Ivoire », La Géographie, t. 17,‎ premier semestre 1908, p. 201-210 (lire en ligne [sur gallica]).
- [1911] Sudania. Énumération des plantes récoltées en Afrique tropicale par M. Aug. Chevalier, de 1898 à 1910 inclus, t. 1 : no 1 à n° 12 000, Paris, éd. Augustin Challamel, 209 p. (lire en ligne [sur archive.org]).
- [Chevalier et al. 1918] Auguste Chevalier, Émile Girard, Adrien Hallet, Louis Jacque et (Adrien Louis Edmond) Rosé, L'hévéa en Indochine : notes et observations, Saïgon, impr.-éd. C. Ardin & Fils, coll. « Congrès d'agriculture coloniale », 1918, 48 p. (lire en ligne [sur gallica]).
- [1919] Catalogue des plantes du Jardin botanique de Saigon, Imprimerie nouvelle A. Portrail, 1919, 66 p. (présentation en ligne).
- [1920] Exploration botanique de l'Afrique occidentale française, t. 1 : Énumération des plantes récoltées, avec une carte botanique, agricole et forestière, Paris, éd. Paul Lechevallier, 798 p. (lire en ligne [sur gallica]).
- [1924] « Une plante vivrière peu connue : le Polygala butyracea Heckel. Histoire, dispersion et affinités », Journal d'agriculture traditionnelle et de botanique appliquée, no 35,‎ 1924, p. 446-451 (lire en ligne [sur persee]).
- Les caféiers du globe :
  - [1929] Les caféiers du globe, t. 1 : Généralités sur les caféiers, 798 p. (lire en ligne [sur gallica]).
  - [1942] Les caféiers du globe, t. 2 : Iconographie des caféiers sauvages et cultivés et des Rubiacées prises pour des caféiers, 158 pl. + 36 p. (lire en ligne [sur gallica]).
  - [1947] Les caféiers du globe, t. 3 : Systématique ds caféiers et faux-caféiers. Maladies et insectes nuisibles, 798 p. (lire en ligne [sur gallica]).
- [1932] « Les Productions végétales du Sahara et de ses confins Nord et Sud. Passé - Présent - Avenir », Revue de botanique appliquée et d'agriculture coloniale, nos 133-134 (12e année),‎ septembre-octobre 1932, p. 669-924 (lire en ligne [PDF] sur camed.cirad.fr).
- [1934] Michel Adanson, voyageur, naturaliste et philosophe, Paris, éd. Larose, 170 p. (lire en ligne [sur gallica]).
- [1935] Les Îles du Cap-Vert : Géographie, biogéographie, agriculture : Flore de l'archipel, Paris, laboratoire d'agronomie coloniale du Muséum national d'histoire naturelle (lire en ligne [PDF] sur tela-botanica.org).
- [Chevalier, Joleaud & Petit 1935] Auguste Chevalier, Léonce Joleaud et Georges Petit, « Les Dépôts quaternaires de l'ancien cratère de Pedra de Lume (île de Sal, archipel du Cap-Vert) », Comptes-rendus des séances de l'Académie des sciences, t. 200,‎ 1935, p. 1334-1336.
- [1936] Monographie de l'arachide, Paris, Laboratoire d'agronomie coloniale du Muséum national d'histoire naturelle, 872 p. (lire en ligne [sur gallica]).
- [1938] Flore vivante de l'Afrique Occidentale Française (es) (inclus Togo, Cameroun Nord, Oubangui-Chari-Tchad, Sahara Francais), t. 1 : Gymnospermes et premières familles d'Angiospermes (Casuarinées à Buxacées). Les Polygalées, Paris, laboratoire d'agronomie coloniale du Muséum national d'histoire naturelle, 359 p. (OCLC 491892425, présentation en ligne). 
Une trentaine de volumes étaient prévus mais seul le tome 1 est paru (voir « présentation en ligne »).
  - « Liste des espèces publiées dans la Flore Vivante de l'Afrique Occidentale Française », sur ipni.org (consulté en septembre 2023).
- [1939] « Les Podocarpus du Cameroun », Revue de botanique appliquée et d'agriculture coloniale, t. 19, no 214,‎ 1939, p. 411-414 (lire en ligne [sur persee]).
- [1948] « Un arbre remarquable de la Forêt de la Côte d'Ivoire : Assidora problematica », Journal d'agriculture traditionnelle et de botanique appliquée, nos 309-310,‎ juillet-août 1948, p. 352-353 (lire en ligne [sur persee]).

Collection « Que sais-je ? » (Presses universitaires de France)
- [1942] L'Agriculture coloniale : Origines et évolution (no 62), 1942 (réimpr. 1949), 128 p. (BNF 31939778).
- [Chevalier & Senay 1942] Auguste Chevalier et Pierre Senay, Le coton (réimpr. 1954 (3e éd.)), 128 p. (présentation en ligne).
- [Chevalier & Emmanuel 1942] Auguste Chevalier et Frank Emmanuel, Le tabac.
- [1944] Le café (no 139), 124 p. (présentation en ligne).
- [Chevalier & Le Bras 1945] Auguste Chevalier et J. Le Bras, Le caoutchouc (no 136) (réimpr. 1955 (3e éd.)), 128 p. (présentation en ligne).
- [Chevalier & Leroy 1946] Auguste Chevalier et Jean-François Leroy, Les fruits exotiques (no 237) (réimpr. 1953), 128 p. (présentation en ligne).
- [Chevalier & Angladette 1948] Auguste Chevalier et A. Angladette, Le riz (no 305) (réimpr. 1958), 128 p..
- [Chevalier & Normand 1946] Auguste Chevalier et Didier Normand, Forêts vierges et bois coloniaux, Paris, Presses universitaires de France, coll. « Que sais-je ? » (no 143), 1946, 127 p. (présentation en ligne).

### Revue de botanique appliquée et d'agriculture tropicale
Auguste Chevalier est le directeur et l'auteur principal de la Revue de botanique appliquée (RBA). La bibliographie de ses articles a été publiée dans le Journal d'agriculture tropicale et de botanique appliquée (JATBA) et est maintenant en ligne :
- « Liste de ses article dans la Revue de Botanique Appliquée (ou RBA, 1921-1953), classée par ordre alphabétique de sujet traité », sur uses.plantnet-project.org, Pl@ntUse (consulté en septembre 2023).
- « Liste des numéros de la Revue de botanique appliquée (1921-1945), du Journal d'agriculture tropicale et de botanique appliquée (1946-1976) et du Journal d'agriculture traditionnelle et de botanique appliquée (1977-2000) », sur persee.

En 1946, Chevalier cherche à élargir le champ de la RBA et introduit « internationale » dans le titre.